# Lophoplusia giffardi
Lophoplusia giffardi là một loài bướm đêm trong họ Noctuidae.